# Isak Abrahamsen
Isak Abrahamsen (Bergen, 28 april 1891 - Oslo, 29 april 1972) was een Noors turner.
Abrahamsen won tijdens de Olympische Zomerspelen 1912  met de Noorse ploeg de gouden medaille in de landenwedstrijd vrij systeem.

## Olympische Zomerspelen
| Jaar | Plaats    | Resultaten        |
| ---- | --------- | ----------------- |
| 1912 | Stockholm | team vrij systeem |